# West Auckland Admirals
Les Admirals d'Auckland-Ouest sont un club de hockey sur glace d'Auckland en Nouvelle-Zélande. Il évolue en NZIHL.

## Historique
Le club est créé en 2005.
Depuis sa création, l'équipe joue dans le championnat de Nouvelle-Zélande
Un des joueurs des Admirals, Florian Maier, devient le premier joueur qui vient du Liechtenstein a joué dans la première ligue de Nouvelle-Zélande.

## Saison par saison
| Saison    | PJ | V | D  | N | DP | Rang | BP | BC  |
| --------- | -- | - | -- | - | -- | ---- | -- | --- |
| 2004–2005 | 6  | 2 | 0  | 4 | -  | 2    | 31 | 22  |
| 2005–2006 | 6  | 1 | 4  | 1 | -  | 4    | 17 | 27  |
| 2006–2007 | 10 | 0 | 10 | 0 |    | 4    | 29 | 60  |
| 2007–2008 | 12 | 3 | 7  | 2 | -  | 4    | 48 | 64  |
| 2008–2009 | 16 | 3 | 11 | 2 | -  | 4    | 40 | 99  |
| 2009–2010 | 16 | 7 | 6  | - | 2  | 2    | 74 | 77  |
| 2010–2011 | 16 | 1 | 14 | - | 0  | 5    | 51 | 110 |
| 2011–2012 | 16 | 5 | 8  | - | 2  | 4    | 74 | 781 |
| 2012–2013 | 16 | 1 | 15 | - | 0  | 5    | 48 | 131 |
| 2013–2014 | 16 | 1 | 12 | - | 3  | 5    | 62 | 86  |